# Ubierka
Ubierka – wyrobisko podziemne eksploatacyjne w ubierkowym systemie eksploatacji.

Wybieranie kopaliny ubierkami polega na postępowaniu czoła przodka w kierunku zgodnym z kierunkiem frontu eksploatacji. Ruch ten w głąb calizny odbywa się w kolejnych cyklach, na określoną odległość zwaną zabiorem, ze stale nadążającą likwidacją zrobów. 

Odmianą ubierki jest ściana eksploatacyjna, wyróżniana ze względu na znaczną długość czoła przodka (umownie powyżej 50 m). 
Sposób ten nadaje się do eksploatacji pokładów średnio-grubych i grubych. Pokłady grube wybierane są ubierkami z podziałem tego pokładu na warstwy.